# 후인느
후인느(베트남어: Huỳnh Như, 1991년 11월 28일 ~ )는 베트남의 여자 축구 선수로 현재 호찌민 시티 위민에서 공격수로 활약 중이며 베트남 여자 축구 국가대표팀의 주장이자 베트남 여자 대표팀 역대 국제 A매치 최다 득점자이다.

## 클럽 경력

### 호찌민 시티 위민
2007년 호찌민 시티 위민 입단 후 15년간 호찌민 시티 위민의 주전 공격수로 활약하며 리그 8회 우승(2010, 2015, 2016, 2017, 2019, 2020, 2021, 2022) 및 2회 준우승(2013, 2018)과 2회 연속 리그 3위(2011, 2012), 베트남 여자 내셔널컵 3연패(2020, 2021, 2022) 등의 굵직한 성과를 남겼다.

### 렝크 FC 빌라베르덴스
2022 시즌을 끝으로 15년간 몸 담았던 호찌민 시티를 떠난 후 포르투갈 캄페오나투 나시오날 페미니누의 렝크 FC 빌라베르덴스에 입단하며 베트남 여자 선수로는 최초로 유럽 리그에 진출했다.

## 국가대표팀 경력

### 베트남 여자 A대표팀
20세의 나이에 베트남 여자 A대표팀에 처음 발탁된 이후 국제 A매치 데뷔전인 싱가포르와의 2011년 아세안 여자 챔피언십 A조 조별리그 개막전에서 A매치 데뷔골을 해트트릭으로 장식하는 등 이 대회 5경기에서 무려 5골을 터뜨리며 대회 3위 입상에 기여했다.
그 후 키르기스스탄과의 2014년 AFC 여자 아시안컵 예선 C조 2차전에서 멀티골을 터뜨리며 팀의 12-0 대승과 함께 7회 연속 여자 아시안컵 본선 진출에 일조했고 2013년 동남아시아 경기 대회에서도 2골을 터뜨리며 은메달 획득에 기여했다.
그리고 자국에서 열린 2015년 아세안 여자 챔피언십에도 출전하여 4골을 터뜨리며 팀의 9회 연속 아세안 여자 챔피언십 4강 진출을 이끌었지만 4강에서 라이벌 태국, 3위 결정전에서도 호주 U-20 여자 대표팀에 패하며 4위에 머무르는 아쉬운 성적을 남겼다.
이후 같은 동남아시아팀인 미얀마와의 2016년 하계 올림픽 아시아 지역 2차 예선 2차전에서 멀티골을 터뜨리며 최종 예선 진출에 기여했고 일본과의 최종 예선 4차전에서도 페널티킥으로 동점골을 터뜨렸지만 팀의 5전 전패를 막기엔 역부족이었다.
그 뒤 2016년 아세안 여자 챔피언십에 참가하여 2골을 터뜨리며 팀의 준우승을 이끌었고 2018년 AFC 여자 아시안컵 예선에서도 무려 6골을 폭격하며 8회 연속 여자 아시안컵 본선 진출에 기여했으며 2017년 동남아시아 경기 대회에서도 3골을 터뜨리며 12년만의 동남아시아 경기 대회 금메달 획득의 주역으로 활약했다.
그리고 2019년 아세안 여자 챔피언십에서 무려 7골을 터뜨리며 베트남의 통산 3번째 우승을 이끌었고 2019년 동남아시아 경기 대회에서도 2골을 터뜨리며 2회 연속이자 통산 6번째 동남아시아 경기 대회 금메달 획득을 이끈 뒤 2022년 AFC 여자 아시안컵에서도 2골을 터뜨리며 베트남 남녀 대표팀을 통틀어 사상 첫 월드컵 본선 진출이라는 새로운 역사를 만들었다.
그리고 2021년 동남아시아 경기 대회와 2023년 동남아시아 경기 대회에도 참가하여 베트남의 4회 연속 금메달 획득에 기여했고 2022년 아세안 여자 챔피언십에서는 비록 팀은 4위에 머무르며 2회 연속 우승 도전에는 실패했지만 이 대회에서 무려 7골을 터뜨리며 필리핀의 서리나 볼든과 함께 대회 공동 득점상을 수상했다.
이후 2023년 FIFA 여자 월드컵을 통해 생애 첫 월드컵 본선 무대를 밟았지만 여자 월드컵 최다 우승팀이자 여자 축구 세계 최강 미국, 같은 여자 월드컵 처녀 출전팀인 포르투갈, 전 대회 준우승팀인 네덜란드를 상대로 3전 전패를 당하며 세계 축구의 높은 벽을 실감했다.

## 수상

### 개인
- 베트남 여자 골든볼: 2016, 2019, 2020, 2021, 2022
- 베트남 여자 실버볼: 2018, 2023
- 베트남 여자 브론즈볼: 2015, 2017
- 베트남 여자 축구 챔피언십 득점왕: 2013, 2016, 2017, 2021, 2022